# 山本隆之 (野球)
山本 隆之（やまもと たかゆき、1979年9月14日 - ）は、広島県広島市出身の元社会人野球の選手（投手）。

## 来歴
小学3年生の時、父親の勧めでスポーツ少年団三入クラブに入団。全国大会で2位となる。
広島県立広島商業高等学校では甲子園への出場経験はなかった。進学した法政大学では1年秋からベンチ入りを果たし、4年時には大学選手権に出場しているが、東京六大学野球リーグでの通算成績は0勝4敗に終わった。
大学卒業後の2002年に松下電器に入社。1年目の第73回都市対抗野球大会では準決勝で先発マウンドを任される。NPBから入団し当時エースとして活躍していた丸尾英司が登板機会を減らすのと入れ替わるように、2004年ごろから投手陣の軸として活躍の機会を増やしていった。
2005年の第32回社会人野球日本選手権大会では、チーム4試合のうち3試合で先発マウンドに上がり2勝。チーム5年ぶりの優勝に貢献して最優秀選手賞を受賞した。
2012年限りでチームを退部し現役を引退した。

## 選手としての特徴・人物
コントロールの良さと豊富なスタミナが持ち味のスリークォーター右腕であった。
2004年から2008年まで、チームに同姓で同じ投手の山本隆司が在籍しており、スコアボードや新聞の結果記事では混同を避けるために「山本之」と記載されていた。

## 主な表彰・タイトル
- 第32回社会人野球日本選手権大会最優秀選手賞（2005年）
- 第78回都市対抗野球大会優秀選手賞（2007年）
- 第52回JABA長野県知事旗争奪野球大会最優秀選手賞（2009年）